# Olympische Sommerspiele 1984/Synchronschwimmen – Solo
Das Synchronschwimmen im Solo bei den Olympischen Spielen 1984 in Los Angeles fand vom 8. bis 12. August 1984 im Olympic Swim Stadium statt.
Tracie Ruiz wurde die erste Olympiasiegerin in diesem erstmals bei Olympischen Spielen ausgetragenen Wettbewerb. Sie gewann vor der zweitplatzierten Kanadierin Carolyn Waldo, die sich die Silbermedaille sicherte, sowie Miwako Motoyoshi aus Japan, die als Dritte die Bronzemedaille erhielt.
Insgesamt 50 Teilnehmerinnen gingen in einer Vorrunde mit einer technischen Übung an den Start. Die besten 18 Starterinnen absolvierten anschließend eine Kür, wobei nur eine Starterin pro Nation diese Wettkampfphase bestreiten durfte. Die acht besten Starterinnen aus Vorrunde und Kür traten im Finale an, das wiederum aus der Wertung der technischen Übung und einer erneuten Kür bestand.

## Ergebnisse

### Vorrunde
| Platz | Name                  | Nation                   | Punkte |
| ----- | --------------------- | ------------------------ | ------ |
| 01    | Tracie Ruiz           | Vereinigte Staaten       | 99,467 |
| 02    | Carolyn Waldo         | Kanada                   | 96,700 |
| 03    | Sharon Hambrook       | Kanada                   | 96,233 |
| 04    | Kelly Kryczka         | Kanada                   | 95,834 |
| 05    | Candy Costie          | Vereinigte Staaten       | 93,700 |
| 06    | Sarah Josephson       | Vereinigte Staaten       | 93,267 |
| 07    | Carolyn Wilson        | Großbritannien           | 91,900 |
| 08    | Saeko Kimura          | Japan                    | 91,733 |
| 09    | Kazuno Fujiwara       | Japan                    | 91,566 |
| 10    | Amanda Dodd           | Großbritannien           | 90,466 |
| 11    | Miwako Motoyoshi      | Japan                    | 90,250 |
| 12    | Marijke Engelen       | Niederlande              | 89,232 |
| 13    | Gudrun Hänisch        | BR Deutschland           | 87,817 |
| 14    | Caroline Holmyard     | Großbritannien           | 87,400 |
| 15    | Muriel Hermine        | Frankreich               | 87,334 |
| 16    | Karin Singer          | Schweiz                  | 87,183 |
| 17    | Edith Boss            | Schweiz                  | 87,034 |
| 18    | Pilar Ramírez         | Mexiko                   | 85,434 |
| 19    | Caroline Sturzenegger | Schweiz                  | 85,184 |
| 20    | Ana Amicarella        | Venezuela                | 85,100 |
| 21    | Claudia Novelo        | Mexiko                   | 84,983 |
| 22    | Catrien Eijken        | Niederlande              | 84,883 |
| 23    | Marjolein Philipsen   | Niederlande              | 84,867 |
| 24    | Pascale Besson        | Frankreich               | 84,484 |
| 25    | Alexandra Worisch     | Österreich               | 84,383 |
| 26    | Tessa Carvalho        | Brasilien                | 84,284 |
| 27    | Christine Lang        | BR Deutschland           | 83,966 |
| 28    | Odile Petit           | Frankreich               | 81,433 |
| 29    | Gerlind Scheller      | BR Deutschland           | 81,317 |
| 30    | Eva-Maria Edinger     | Österreich               | 81,150 |
| 31    | Paula Carvalho        | Brasilien                | 79,900 |
| 32    | Donella Burridge      | Australien               | 79,883 |
| 33    | Chemene Sinson        | Barbados                 | 79,584 |
| 34    | Lourdes Candini       | Mexiko                   | 79,550 |
| 35    | Lynette Sadleir       | Neuseeland               | 79,500 |
| 36    | Maribel Solis         | Dominikanische Republik  | 79,434 |
| 37    | Katie Sadleir         | Neuseeland               | 79,383 |
| 38    | Antonella Terenzi     | Italien                  | 78,833 |
| 39    | Lisa Steanes          | Australien               | 78,500 |
| 40    | Mónica Antich         | Spanien                  | 77,867 |
| 41    | Ximena Carias         | Dominikanische Republik  | 76,199 |
| 42    | Katia Overfeldt       | Belgien                  | 75,666 |
| 43    | Patricia Serneels     | Belgien                  | 75,066 |
| 44    | Dahlia Mokbel         | Ägypten                  | 73,367 |
| 45    | Sahar Helal           | Ägypten                  | 70,049 |
| 46    | Ana Tarrés            | Spanien                  | 69,234 |
| 47    | Rosa Costa            | Spanien                  | 69,083 |
| 48    | Sahar Youssef         | Ägypten                  | 67,165 |
| 49    | Esther Croes          | Niederländische Antillen | 66,067 |
| 50    | Nicole Hoevertsz      | Niederländische Antillen | 64,900 |

### Qualifikation
| Platz | Name              | Nation                   | Technik | Kür   | Gesamt  |
| ----- | ----------------- | ------------------------ | ------- | ----- | ------- |
| 01    | Tracie Ruiz       | Vereinigte Staaten       | 99,467  | 98,20 | 197,667 |
| 02    | Carolyn Waldo     | Kanada                   | 96,700  | 97,80 | 194,500 |
| 03    | Miwako Motoyoshi  | Japan                    | 90,250  | 95,60 | 185,850 |
| 04    | Marijke Engelen   | Niederlande              | 89,232  | 91,80 | 181,032 |
| 05    | Caroline Holmyard | Großbritannien           | 87,400  | 93,00 | 180,400 |
| 06    | Gudrun Hänisch    | BR Deutschland           | 87,817  | 92,40 | 180,217 |
| 07    | Muriel Hermine    | Frankreich               | 87,334  | 92,20 | 179,534 |
| 08    | Karin Singer      | Schweiz                  | 87,183  | 90,80 | 177,983 |
| 09    | Ana Amicarella    | Venezuela                | 85,100  | 88,60 | 173,700 |
| 10    | Alexandra Worisch | Österreich               | 84,383  | 89,00 | 173,383 |
| 11    | Chemene Sinson    | Barbados                 | 79,584  | 87,60 | 167,184 |
| 12    | Donella Burridge  | Australien               | 79,883  | 86,40 | 166,283 |
| 13    | Paula Carvalho    | Brasilien                | 79,900  | 85,80 | 165,700 |
| 14    | Antonella Terenzi | Italien                  | 78,833  | 86,20 | 165,033 |
| 15    | Patricia Serneels | Belgien                  | 75,066  | 85,60 | 160,666 |
| 16    | Dahlia Mokbel     | Ägypten                  | 73,367  | 82,40 | 155,767 |
| 17    | Rosa Costa        | Spanien                  | 69,083  | 80,80 | 149,883 |
| —     | Esther Croes      | Niederländische Antillen | 66,067  | DNS   | —       |

### Finale
| Platz | Name              | Nation             | Technik | Kür   | Gesamt  |
| ----- | ----------------- | ------------------ | ------- | ----- | ------- |
| 1     | Tracie Ruiz       | Vereinigte Staaten | 99,467  | 99,00 | 198,467 |
| 2     | Carolyn Waldo     | Kanada             | 96,700  | 98,60 | 195,300 |
| 3     | Miwako Motoyoshi  | Japan              | 90,250  | 96,80 | 187,050 |
| 4     | Marijke Engelen   | Niederlande        | 89,232  | 93,40 | 182,632 |
| 5     | Gudrun Hänisch    | BR Deutschland     | 87,817  | 94,20 | 182,017 |
| 6     | Caroline Holmyard | Großbritannien     | 87,400  | 94,60 | 182,000 |
| 7     | Muriel Hermine    | Frankreich         | 87,334  | 93,20 | 180,534 |
| 8     | Karin Singer      | Schweiz            | 87,183  | 91,20 | 178,383 |